# Evi Kratzer
Evi Kratzer (Arvigo, 24 de enero de 1961) es una deportista suiza que compitió en esquí de fondo.
Ganó una medalla de bronce en el Campeonato Mundial de Esquí Nórdico de 1987, en la prueba 5 km. Participó en tres Juegos Olímpicos de Invierno, entre los años 1980 y 1988, ocupando el sexto lugar en Sarajevo 1984 y el cuarto en Calgary 1988, en la prueba de relevo.

## Palmarés internacional
| Campeonato Mundial | Campeonato Mundial | Campeonato Mundial | Campeonato Mundial |
| Año                | Lugar              | Medalla            | Prueba             |
| ------------------ | ------------------ | ------------------ | ------------------ |
| 1987               | Oberstdorf (RFA)   | Medalla de bronce  | 5 km               |